# دی ۱۳۹۲
دی ۱۳۹۲، دهمین ماه سال ۱۳۹۲ هجری خورشیدی است.
آغاز آن یکشنبه، ۱ دی ۱۳۹۲ برابر با ۲۲ دسامبر ۲۰۱۳ میلادی است.